# Teatro Nuovo (Verona)
Il Teatro Nuovo, oltre ad essere uno dei principali teatri italiani, è anche il secondo teatro d'opera di Verona e del Veneto. Viene utilizzato principalmente per rappresentazioni di prosa, e viene sempre meno impiegato per opere musicali o conferenze.

## Storia

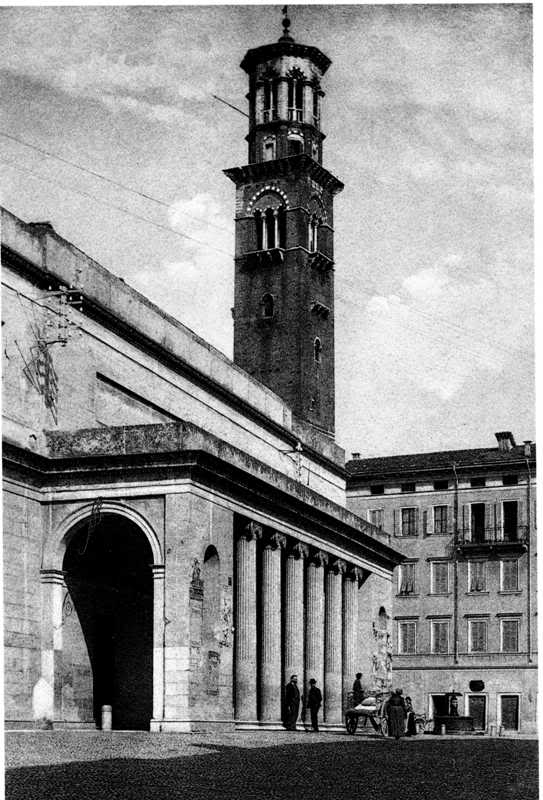
Entrata del teatro Nuovo a Verona in una foto d'epoca. Sullo sfondo la Torre dei Lamberti.

### Inaugurazione
Il teatro venne inaugurato il 12 settembre 1846, con un'opera mai rappresentata a Verona (la prima assoluta si era svolta sei mesi prima al Teatro La Fenice di Venezia), Attila di Giuseppe Verdi. Tra gli interpreti uno era particolarmente conosciuto, il soprano Rita Basso Borio. All'opera era abbinato il ballo Le illusioni di un pittore
Per l'inaugurazione del teatro, il veronese Vittorio Merighi compose un sonetto patriottico: scrisse un sonetto dedicato alla prima donna Rita Basso Borio che entusiasmò il pubblico, a cui fu distribuito insieme ad altri volantini, in modo che la polizia non se ne accorgesse. Il componimento infatti diceva:
gravida rota, e tuon freme che intima

ad Austria morte, e Italia a vita appella»
La stagione continuò con Ernani di Verdi e Il bravo di Mercadante.
Alla chiusura della stagione teatrale, fu composta una nuova ode, praticamente un inno all'Italia personificata nell'artista Conti e contro lo Straniero, che codardo e maligno ha perenne sull'Italia il sogghigno. Il giornale di Verona, controllato dalla polizia austriaca,  non poté negare l'accaduto, ma non spiegò il vero motivo dell'entusiasmo né il contenuto dell'ode.

### Il viceré a teatro

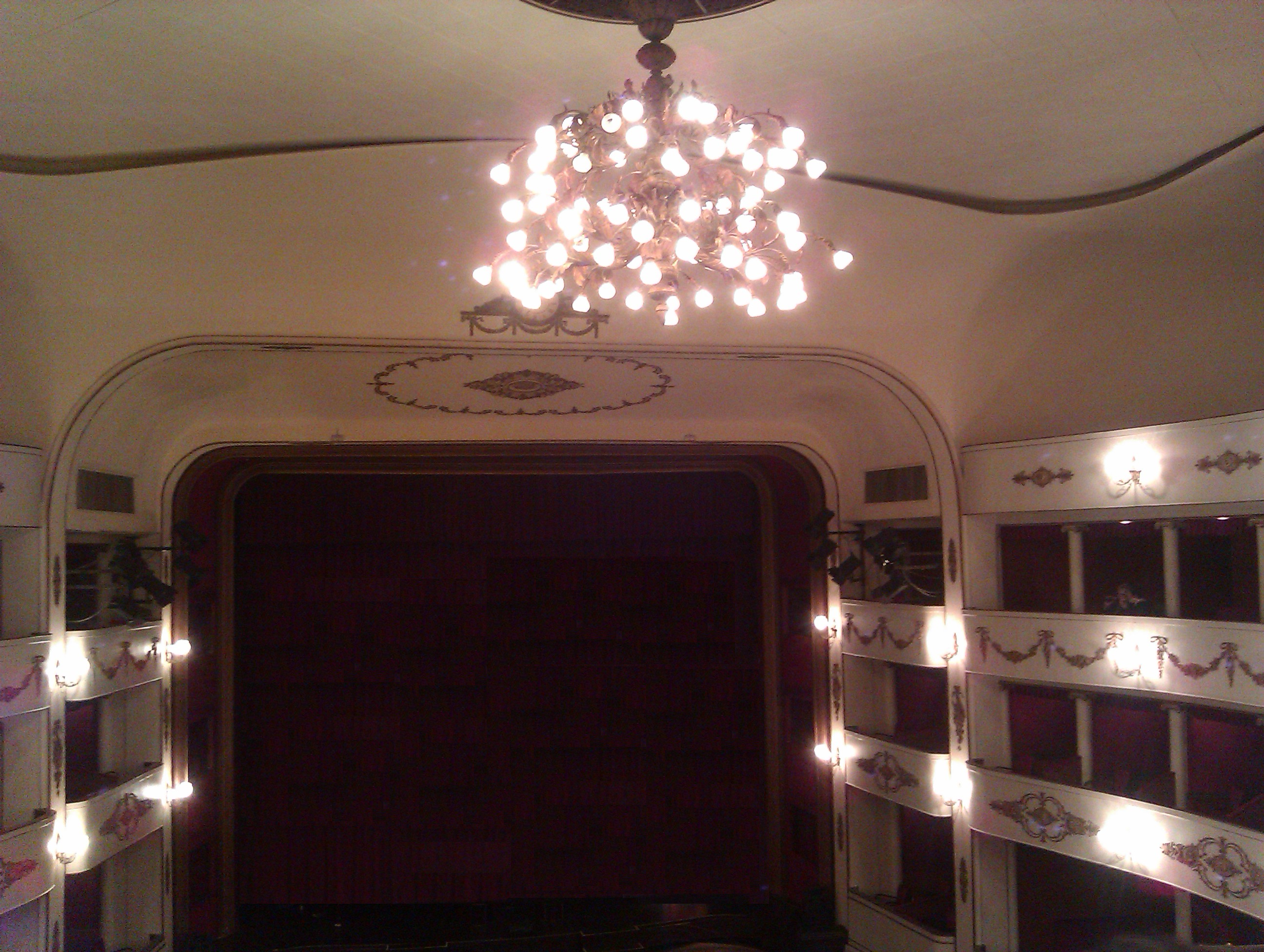
Boccascena del teatro

Nei due anni che seguirono si ebbero al Teatro Nuovo per lo più drammati, ed il 18 marzo giunse a Verona addirittura il viceré del Regno Lombardo-Veneto, ad assistere ad un dramma. La polizia per creare consenso divulgò la voce che era venuto a portare alcuni vantaggi alla città. Lo stesso giorno arrivò la notizia che Vienna stava insorgendo, e che Metternich era fuggito, e l'imperatore Ferdinando I d'Austria aveva dovuto concedere la Costituzione.
L'annuncio si sparse per Verona, e la cittadinanza arrivò al Teatro Nuovo durante lo spettacolo. Le cronache raccontano di un vero delirio, e di una folla festosa ed inneggiante all'Italia e a Pio IX. Il teatro venne per questo chiuso fino alla fine del 1849. Il teatro venne nuovamente chiuso nel 1858 dalle autorità militari.

### Fino ai giorni nostri
Il 2 gennaio 1862 il teatro venne riaperto con Il trovatore, poi, dal 1872, la Martha di Friedrich von Flotow (che fu un insuccesso). Nel 1893 ci fu Pagliacci di Ruggero Leoncavallo.  Nel 1909 il teatro venne chiuso per lavori di sicurezza.
Riapri nel 1914 con Tosca di Giacomo Puccini, nel 1915 Il barbiere di Siviglia, nel 1919 un Lohengrin, nel 1930 una Madama Butterfly, nel 1932 Lucia di Lammermoor, nel 1940 una Manon di Massenet e Andrea Chénier. Nel 1943, durante la guerra, vennero rappresentate La traviata e La bohème.

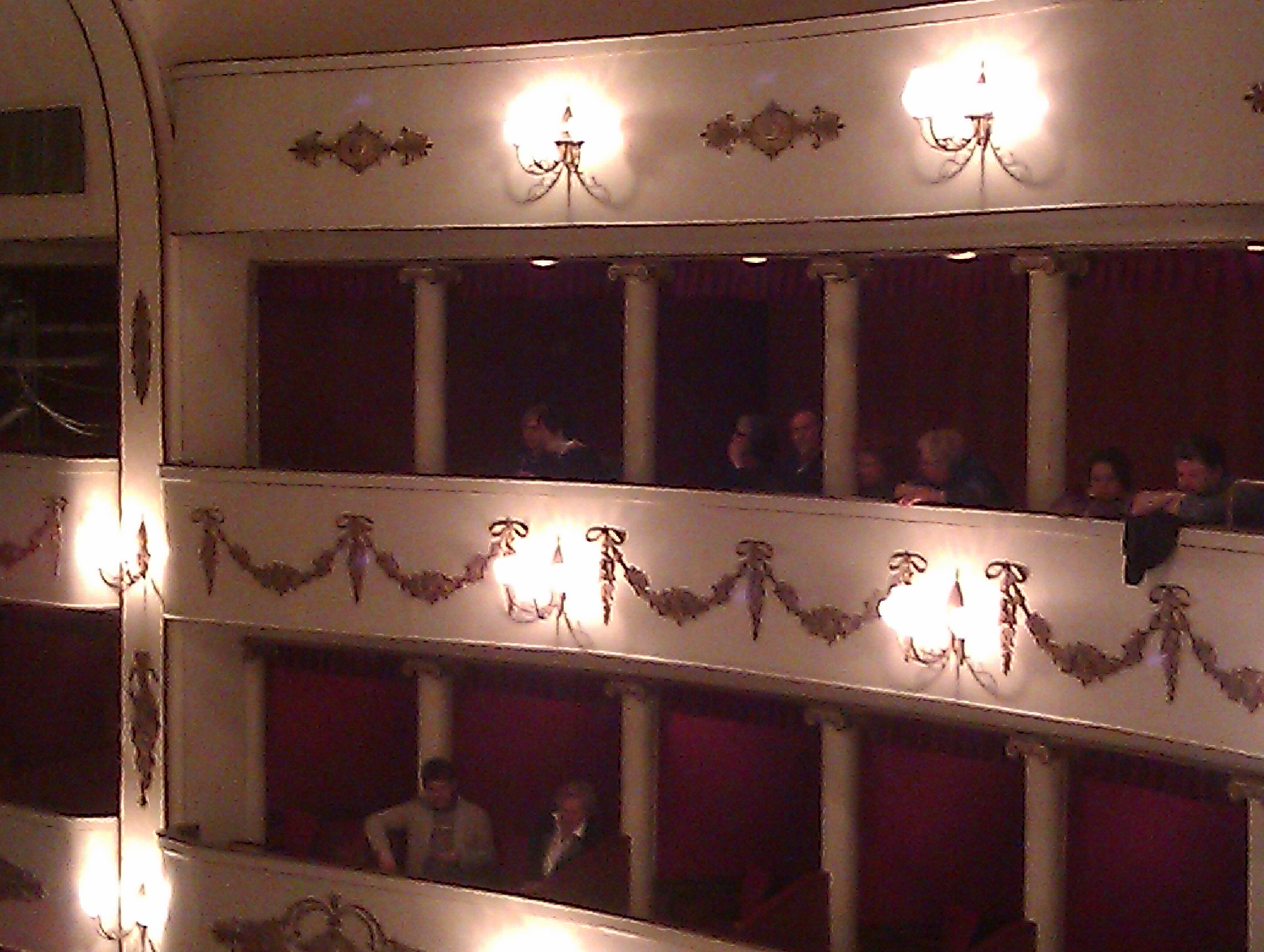

Il teatro alla fine della guerra era in pessime condizioni tant'è che dovette chiudere. Ci furono quindi grandi lavori di ristrutturazioni, conclusisi nel 1949. Il 2 ottobre 1949 il teatro venne finalmente riaperto. Da questo momento in poi però il cartellone del teatro si concentra sulla rappresentazione di spettacoli per lo più in prosa ed nell'ospitare conferenze ed incontri culturali.
Il Teatro Nuovo è divenuto poi sede del Teatro Stabile di Verona, riconosciuto del 2005 dal Ministero per i Beni e le Attività Culturali TEATRO STABILE.
Dal 2015 entra a far parte del Teatro Stabile del Veneto, ottenendo così il riconoscimento di Teatro Nazionale.
La prima nuova produzione come Teatro Nazionale viene portata in scena nell'estate dello stesso anno, con più di 80 repliche, e riguarda uno spettacolo itinerante di Romeo e Giulietta: ambientato nei luoghi originali in cui è stata ambientata la tragedia shakespeariana, lo spettacolo parte dal famoso Cortile di Giulietta coinvolgendo a seguire la Terrazza di Giulietta del Teatro Nuovo, le piazze più belle del centro storico di Verona ed il Teatro Nuovo stesso. Grazie ad una collaborazione con il Kings Theatre Trust ltd di Portsmouth (Hampshire, UK) viene rappresentato anche in lingua originale.

## Descrizione
Il progetto di Enrico Storari si basa su di un austero e severo stile neoclassico: infatti la facciata principale, su Piazza Viviani, è dominato da un colonnato in pietra bianca e grigia. La Sala è all'italiana con due ordini di palchi (eccetto due piccole porzioni presso il boccascena dove gli ordini sono tre) con colonne in stile ionico, una balconata e una galleria. L'ambiente, dalla sobria verniciatura bianca, è arricchito da decorazioni dorate e dall'orologio posto sopra il boccascena (su esempio del cittadino Teatro Filarmonico). Il teatro ha un piccolo ridotto, a cui si accede, più che dall'entrata principali su Piazza Viviani, da quelle laterali che si affacciano su Piazzetta Navona.